# Hedvig Hanson
Hedvig Hanson (Tartu, 22 aprile 1975) è una cantante estone.

## Biografia
Nata a Tartu in una famiglia di personaggi dello spettacolo, ha studiato pianoforte presso la Tallinna Muusikakool, dove si è diplomata. Salita al grande pubblico in seguito alla sua vittoria al programma canoro per ragazzi Kaks takti ette, presentato dalla Eesti Televisioon, ha partecipato all'Eurolaul, il processo di selezione eurovisiva estone, in quattro occasioni, classificandosi in 2ª posizione in due di esse.
Nel 2000 è uscito il primo album in studio Let Me Love You, che ha fatto il proprio piazzamento in top ten nella Albumid estone. Al disco hanno fatto seguito Tule mu juurde e What Colour Is Love?, che le hanno conferito quattro Eesti Muusikaauhinnad, i principali premi musicali nazionali. Anche Kohtumistund ha riscosso successo, poiché è stato dichiarato vincitore in una categoria su due nomination agli EMA 2009.
Esmahetked, messo in commercio nel 2013, si è fermato in vetta alla R2 Eesti müügitabel e ha vinto nella categoria di album jazz dell'anno nell'ambito degli Eesti Muusikaauhinnad.

## Discografia

### Album in studio
- 2000 – Let Me Love You
- 2001 – Tule mu juurde
- 2003 – What Colour Is Love?
- 2004 – Nii õrn on öö (con Andre Maaker)
- 2006 – Ema laulud
- 2008 – Kohtumistund
- 2009 – Armastuslaulud
- 2011 – Tants kestab veel
- 2013 – Esmahetked
- 2015 – First Moments
- 2017 – Talvine soojus

### Singoli
- 1996 – Liberation